# فيسنتي سيرنا ذ سيرنا
فيسنتي سيرنا ذ سيرنا (بالإسبانية: Vicente Cerna Sandoval)‏ (22 يناير 1815 - 27 يونيو 1885). كان رئيس غواتيمالا من 24 مايو 1865 إلى 29 يونيو 1871.